# Clerota bourgoini
Clerota bourgoini är en skalbaggsart som beskrevs av Valck Lucassen 1931. Clerota bourgoini ingår i släktet Clerota och familjen Cetoniidae. Inga underarter finns listade i Catalogue of Life.